# 부른다
부른다는 2009년 10월 27일 발매된 서인국 첫 번째 미니 앨범이다.

## 특징
- Mnet 슈퍼스타K 우승자에게 주어지는 혜택 중 하나로 발매된 음반이다.
- 서인국은  슈퍼스타K 결승 무대에서 〈부른다〉를 불렀다.
- 〈부른다〉는 발매되자마자 음원사이트 1위를 휩쓸었다.
- 서인국은 〈부른다〉로 2009년 싸이월드 10월 시상식과 연간시상식에서 남자신인상을 받았다.

## 트랙 리스트
| #  | 제목                      | 작사         | 작곡    | 편곡     | 재생 시간 |
| -- | ------------------------- | ------------ | ------- | -------- | --------- |
| 1. | 〈Young Love〉            | 서인국       | PDOGG   | PDOGG    |           |
| 2. | 〈부른다〉                | 방시혁, 백찬 | 방시혁  | PDOGG    |           |
| 3. | 〈아름다운 이별〉         | 김창환       | 김형석  | MISS KAY |           |
| 4. | 〈달려와〉 (with BIGTONE) | E-TRIBE      | E-TRIBE | E-TRIBE  |           |